# دببة جرابية
الدببة الجرابية (الاسم العلمي: Phascolarctidae)، (φάσκωνος (phaskolos) - جراب أو حقيبة، ἄρκτος (arktos) - الدب، من اليونانية phascolos + arctos التي تعني الدب الجرابي)، هي فصيلة جرابيات من رتبة ثنائيات الأسنان الأمامية، وتتألف من نوع واحد حي فقط، وهو الكوالا. وستة أنواع أحفورية معروفة، مع ستة أنواع أحفورية أخرى أقل شهرة، ونوعين أحفوريين من جنس كوبور، الذي يعتبر تصنيفه محل جدل ولكن يوضع في هذه المجموعة. أقرب أقرباء الدببة الجرابية هم الومبتيات.
يعود السجل الأحفوري للفصيلة إلى العصر الميوسيني الأوسط أو أواخر الأوليغوسيني.